# Ousmane Sakal Dieng
Pour les articles homonymes, voir Dieng.

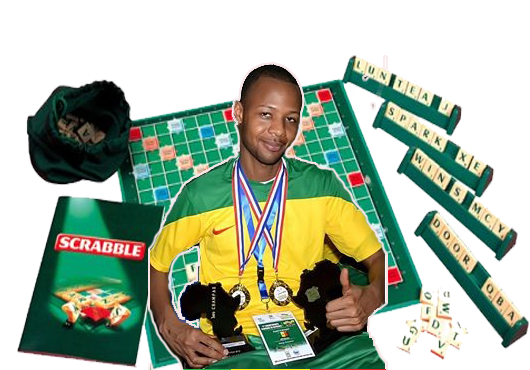
Ousmane Dieng, champion de scrabble

Ousmane Sakal DIENG (Ousmane DIENG à l'etat civil), né à Sakal dans la Région de Louga, est un joueur de Scrabble Sénégalais, double vice-champion du monde de Scrabble duplicate par paires (2012 et 2015) avec Ndongo Samba Sylla et champion d'Afrique de blitz individuel en 2016. 

## Biographie
Ousmane SAKAL DIENG (Ousmane DIENG à l’Etat civil) est un joueur de scrabble Sénégalais né dans la commune de Sakal dans le département de Louga.
Ayant commencé à jouer au scrabble dans son village natal de Sakal dans les années 90, il se passionne pour cette discipline notamment pour sa variante duplicate.
En 2006, Ousmane Sakal DIENG part en France pour y poursuivre ses études et s’inscrit au club de scrabble de L’hay les roses en Île de France.
Il gagne plusieurs fois le titre de champion de France en série 7 et réussit à être Série 1 au bout de 3 ans.
En 2012 il décroche le titre de vice-champion du monde en paires avec Ndongo Samba SYLLA aux Championnats du monde de scrabble qui se sont tenus à Montauban en France.
En 2015 Ousmane Sakal DIENG est à nouveau vice-champion du monde de scrabble en paires toujours avec le même Ndongo Samba SYLLA .
Au mois de mars 2016, Ousmane SAKAL DIENG devient le premier champion d’Afrique de scrabble individuel en Blitz à Lomé lors des premiers champions d’Afrique de scrabble.
Il est également champion d’Afrique en paires avec Ndongo Samba SYLLA lors de ces mêmes championnats d’Afrique.
Au mois d’avril 2016, il est reçu par le Président de la république du Sénégal Monsieur Macky SALL dans la résidence de l’ambassadeur du Sénégal en France sise à Paris.
Ousmane SAKAL DIENG en profite pour lui présenter ses titres et plaider la cause du scrabble Sénégalais.
Le 21 mai 2016, il est fêté en grande pompe par les populations de la commune de Sakal lors d’une grande cérémonie en présence de toutes les personnalités de la zone.
Depuis juillet 2016, il vit et travaille au Sénégal en tant que Consultant en Finances.

## Palmarès
- Vice-champion du monde de scrabble par paires avec Ndongo Samba Sylla Montauban ( France) 2012
- Vice-champion du monde de scrabble par paires avec Ndongo Samba Sylla Louvain-la-Neuve ( Belgique) 2015
- Champion d'Afrique de scrabble duplicate individuel Blitz à LOME ( Togo) 2015
- Champion d'Afrique de scrabble par paires avec Ndongo Samba Sylla à LOME ( Togo) 2015